# Abila bolivari
Abila bolivari är en insektsart som beskrevs av Giglio-tos 1900. Abila bolivari ingår i släktet Abila och familjen Romaleidae. Inga underarter finns listade i Catalogue of Life.